# Avezac-Prat-Lahitte
Avezac-Prat-Lahitte – miejscowość i gmina we Francji, w regionie Oksytania, w departamencie Pireneje Wysokie.
Według danych na rok 1990 gminę zamieszkiwało 596 osób, a gęstość zaludnienia wynosiła 33 osób/km² (wśród 3020 gmin regionu Midi-Pireneje Avezac-Prat-Lahitte plasuje się na 522. miejscu pod względem liczby ludności, natomiast pod względem powierzchni na miejscu 630.).